# Pokémon, le film : Le pouvoir est en nous
Pokémon, le film : Le pouvoir est en nous (劇場版 ポケットモンスター みんなの物語, Gekijō-ban Poketto Monsutā Minna no Monogatari) est un film d'animation japonais réalisé par Tetsuo Yajima, qui est sorti le 13 juillet 2018 au Japon,.
Il fait suite à Pokémon, le film : Je te choisis ! et fait intervenir le Pokémon Lugia, comme dans Pokémon 2 : Le pouvoir est en toi. 
Le film est disponible sur iTunes, en version française, depuis le 10 décembre 2018.

## Synopsis
Sacha et son Pikachu arrivent à Fula où se tient l'annuel Festival du Vent. Cette célébration honore le Pokémon légendaire Lugia qui avait fait don de ses vents à la ville après avoir vu les liens qui unissaient les Pokémon et leurs dresseurs. Mais les festivités tournent au cauchemar: les vents s'arrêtent soudainement de souffler et la Team Rocket diffuse accidentellement un nuage toxique sur la ville. Sacha doit alors s'allier de compagnons insolites afin de sauver les habitants: un menteur compulsif, la fille du maire, une vieille dame refusant tout contact avec les Pokémon, un scientifique timide et une athlète en manque de confiance. Alors que tous coopèrent pour sauver le festival, un Pokémon mystérieux, Zeraora, tâche de sauver les Pokémon de la forêt.

## Distribution des voix

### Voix francophones
- Francis Adam
- Julie Basecqz
- Marie Braam
- Delphine Chauvier
- Frédéric Clou
- Helena Coppejans
- Catherine Conet : Jessie
- Olivier Cuvellier
- Jean-Marc Delhausse
- Marie du Bled
- Aaricia Dubois : Kellie
- Fanny Dumont
- Alain Eloy
- Élisabeth Guinand
- Michel Hinderyckx
- Brieuc Lemaire
- Fabienne Loriaux
- David Manet : James
- Stany Mannaert
- Thibaut Packeu
- Grégory Praet
- Olivier Prémel
- Sophie Pyronnet
- Aurélien Ringelheim : Sacha
- Jean-François Rossion
- Déborah Rouach
- Delphine Roy
- David Scarpuzza
- Shérine Seyad
- Philippe Tasquin
- Guy Theunissen
- Myriam Thyrion

- Version francophone[4] :
  - Société de doublage : SDI Media Belgium
  - Direction artistique : Jean-Marc Delhausse
  - Adaptation : Sophie Servais
  - Adaptation des chansons : Marie-Line Landerwyn
  - Générique VF: Stéphanie Vondenhoff et Nicolas Dorian